# Fiódor Tolbúkhin
Fiódor Ivánovich Tolbúkhin (em russo:  Фёдор Ива́нович Толбу́хин; Iaroslavl, 16 de junho de 1894 – Moscou, 17 de outubro de 1949) foi um comandante militar soviético.

## Biografia
Tolbúkhin nasceu em uma família camponesa na província de Iaroslavl, a nordeste de Moscou. Ele alistou-se no Exército Imperial Russo em 1914, no início da Primeira Guerra Mundial, e foi promovido constantemente, avançando de soldado para o capitão em 1916. Ele também foi condecorado por bravura várias vezes.
Em agosto de 1918, Tolbúkhin ingressou no Exército Vermelho, servindo como chefe de Estado-Maior da 56ª Divisão de Infantaria. Após o término da Guerra Civil Russa (1921), Tolbúkhin passou por vários cargos. Ele também freqüentou a Academia Militar de Frunze para treinamento de pessoal avançado, graduando-se em 1931. Em 1937, após uma série de cargos, Tolbúkhin recebeu o comando de uma divisão. Em 1938, ele foi nomeado chefe de Estado-Maior do Distrito Militar da Transcaucásia.
Tolbúkhin permaneceu nessa posição durante as fases iniciais da Operação Barbarossa, até agosto de 1941, quando foi nomeado chefe de Estado-Maior da Frente da Crimeia, permanecendo nesse posto até março de 1942. De maio a julho de 1942, ele foi o comandante assistente do Distrito Militar de Stalingrado. Depois disso, ele foi o comandante do 58º Exército, até março de 1943. O 58º Exército participou da Batalha de Stalingrado, onde o superior de Tolbúkhin, coronel-general Andrei Ieremenko, elogiou seu comando e proezas militares. Após comandar o 57º Exército, Tolbúkhin foi colocado no comando da Frente Sul.
Em outubro de 1943, a Frente Sul foi renomeada Quarta Frente Ucraniana. Tolbúkhin auxiliou a Terceira Frente Ucraniana de Rodion Malinovski na Ofensiva do Baixo Dniepre e na  Ofensiva Dniepre-Cárpatos. Em maio de 1944, Tolbúkhin foi transferido para o controle da Terceira Frente Ucraniana. Durante a campanha do verão, de junho a outubro de 1944, Tolbúkhin e Malinovski iniciaram a invasão dos Bálcãs e conseguiram conquistar a maior parte da Romênia. Em 12 de setembro de 1944, dois dias depois de Malinovski ter sido promovido a marechal da União Soviética, Tolbúkhin foi promovido ao mesmo nível. Enquanto Malinovski se movia para o noroeste, para a Hungria e a Iugoslávia, Tolbúkhin ocupava a Bulgária. Durante as campanhas do inverno, Tolbúkhin transferiu seu exército para o eixo noroeste, liberando assim grande parte da Iugoslávia e invadindo o sul da Hungria.
Depois da guerra, Tolbúkhin foi comandante-chefe do Grupo de Forças do Sul, que compreendia a região dos Bálcãs. Em janeiro de 1947, Tolbúkhin foi mais uma vez nomeado comandante do Distrito Militar da Transcaucásia, cargo que ocupou até sua morte em 17 de outubro de 1949.
Tolbúkhin é geralmente considerado como um dos melhores generais soviéticos da Segunda Guerra Mundial. Meticuloso, e não excessivamente ambicioso, como alguns comandantes soviéticos, Tolbúkhin era muito respeitado por colegas comandantes e também por seus homens, especialmente porque ele buscava a todo custo evitar baixas dentre seus homens. Tolbúkhin recebeu inúmeros prêmios e medalhas, incluindo a mais altas medalhas e patentes soviéticas, como a Ordem da Vitória e o título de Herói da União Soviética. Tolbúkhin também foi um herói da Iugoslávia, cuja capital Belgrado ele libertou. A urna contendo suas cinzas está enterrada na parede da necrópole do Kremlin, e há um monumento a ele em sua terra natal, Iaroslavl. 

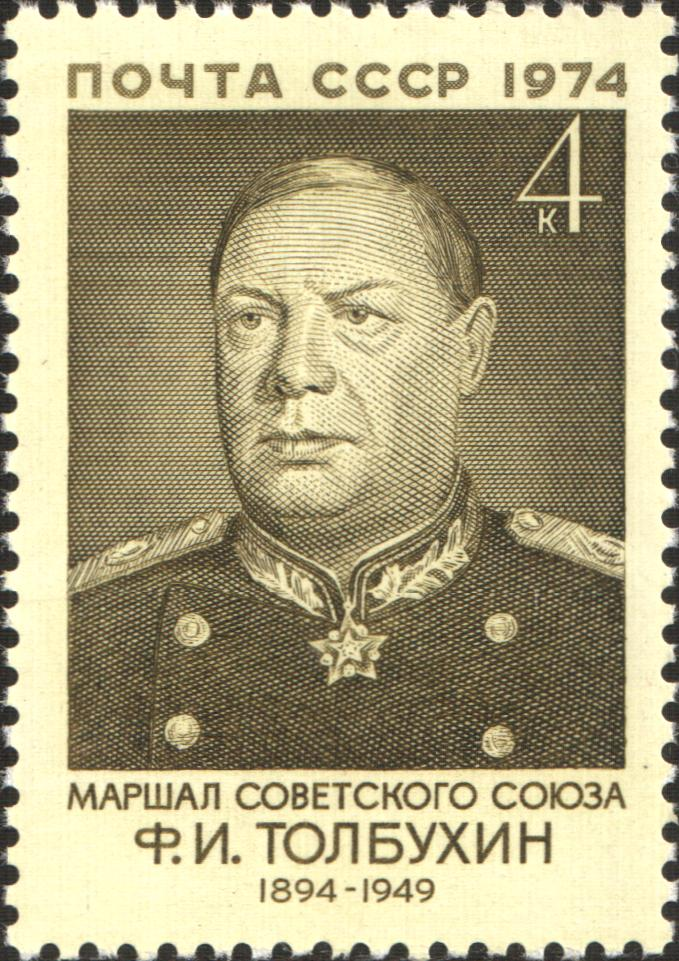
Um selo comemorando o marechal Tolbúkhin.

## Condecorações e honrarias
- Herói da União Soviética (7 de maio de 1965, postumamente)
- Ordem da Vitória (nº 9–26 de abril de 1945)
- Ordem de Lenin, duas vezes (19 de março de 1944, 21 de fevereiro de 1945)
- Ordem do Estandarte Vermelho, três vezes (18 de outubro de 1922, 3 de novembro de 1944)
- Ordem de Suvorov, 1ª classe, duas vezes (28 de janeiro de 1943, 16 de maio de 1944)
- Ordem de Kutuzov, 1ª classe (17 de setembro de 1943)
- Ordem da Estrela Vermelha (22 de fevereiro de 1938)
- Ordem de Santa Anna, 3ª classe
- Ordem de Santo Estanislau, 3ª classe
- Ordem do Herói do Povo (Iugoslávia, 31 de maio de 1945)
- Herói da República Popular da Bulgária (1979, póstumo)
- Ordem da bravura (Bulgária)
- Ordem de Georgi Dimitrov (Bulgária)
- Ordem da "liberdade húngara"
- Grã-Cruz da Ordem da "República da Hungria"
- Grande Oficial da Legião de Honra (França)
- Cidadão Honorário de Sofia e Belgrado
- Medalha "Ao soldado valoroso da frente careliana"
- Medalha "Pela defesa de Stalingrado"
- Medalha "Pela vitória sobre a Alemanha na Grande Guerra Patriótica 1941-1945"
- Medalha "Pela captura de Budapeste"
- Medalha "Pela captura de Viena"
- Medalha "Em Comemoração do 800º Aniversário de Moscou"
- Medalha do Jubileu "XX Anos do Exército Vermelho dos Trabalhadores e Camponeses"
- Medalha "Pela Libertação de Belgrado"
- Medalha do Jubileu "30 Anos do Exército e da Marinha Soviética"

### Memoriais
A cidade búlgara de Dobrich foi renomeada como Tolbúkhin, um nome que manteve até a queda do comunismo em 1989. Ruas carregam o seu nome em Odessa e Belgrado. Budapeste, a capital da Hungria, também teve uma rua  homenageando Tolbúkhin, de 1945 a 1990. Um monumento a Fiódor Tolbúkhin foi instalado em 1960, em Moscou, na praça da rua Samotichnaia. Os autores do monumento são o escultor L. E. Kerbel e o arquiteto G. A, Zakharov.